# Lijst van steden met tramlijnen in Rusland

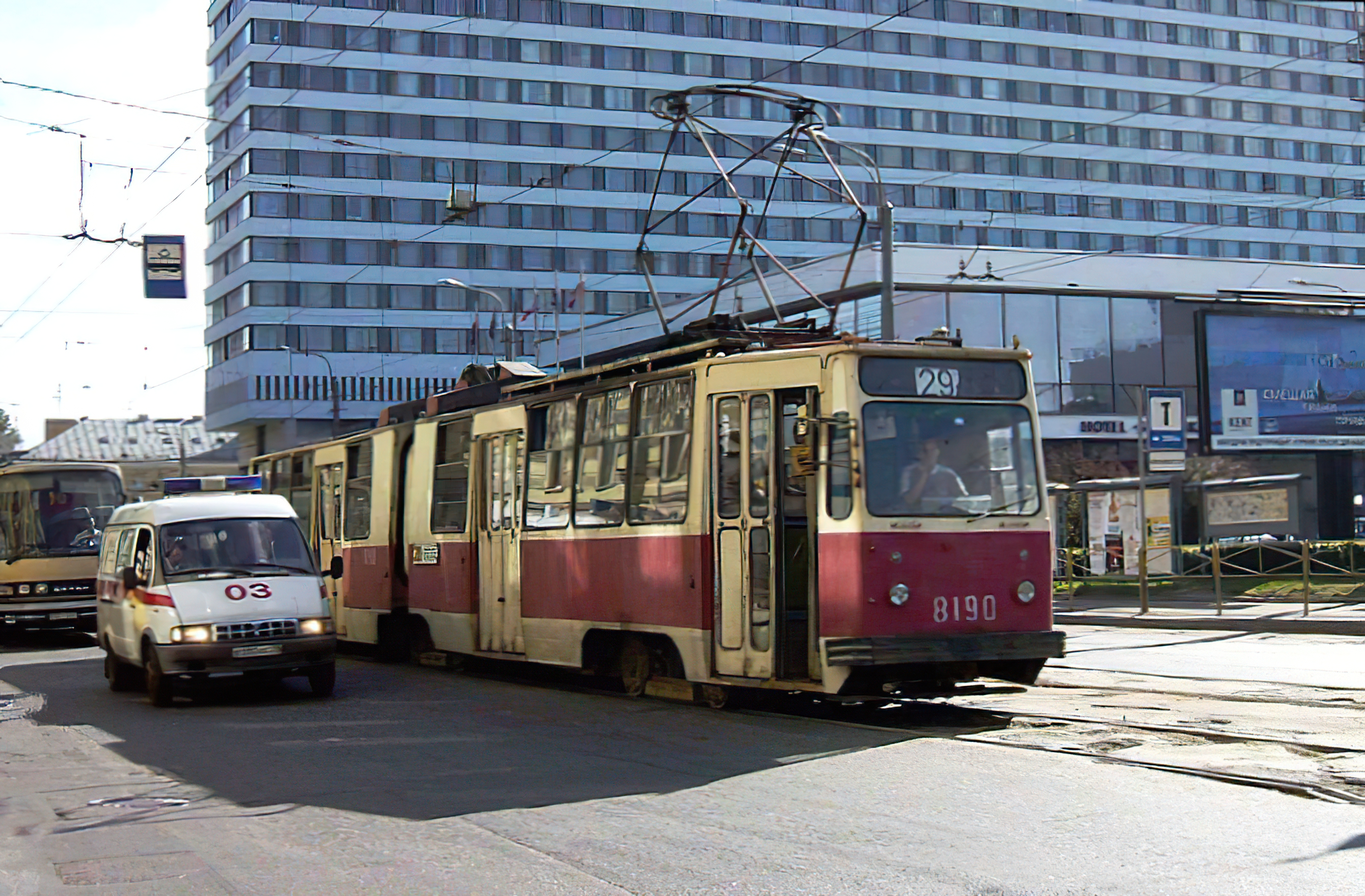
Tram in Sint-Petersburg

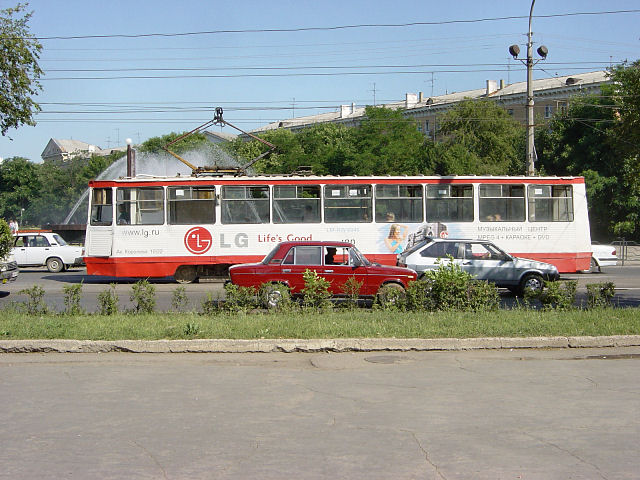
Tram in Astrachan

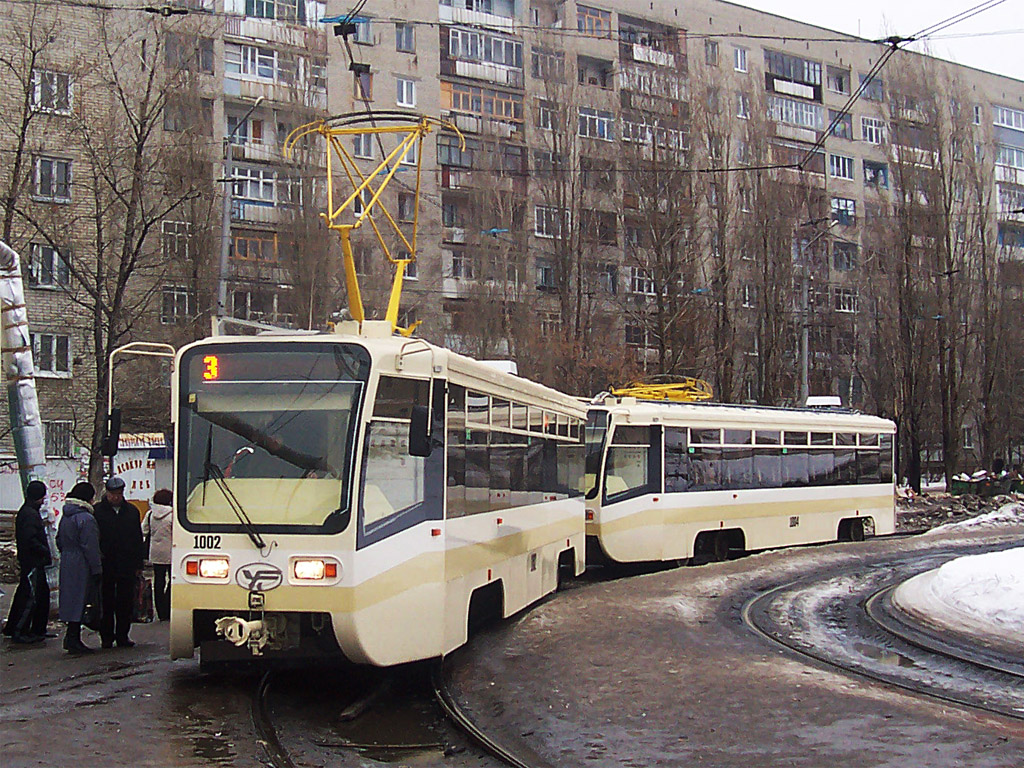
Tram in Saratov

Hieronder volgt een lijst van steden waar elektrische trams rijden of hebben gereden in Rusland.
- Archangelsk → Tram van Archangelsk (gesloten per 24-7-2004)
- Astrachan (gesloten per 25-7-2007)
- Dzerzjinsk (gesloten per 17-12-2015)
- Irkoetsk
- Ivanovo (gesloten per 2-6-2008)
- Izjevsk
- Jaroslavl
- Jekaterinenburg
- Kaliningrad (geopend in 1895)
- Kazan (geopend in 1899)
- Kemerovo
- Kolomna
- Krasnodar
- Koersk (geopend in 1898)
- Lipetsk
- Moskou → Tram van Moskou (geopend in 1899)
- Naberezjnye Tsjelny
- Nizjnekamsk
- Nizjni Novgorod (geopend in 1896)
- Noginsk (gesloten per 10-8-2012)
- Novotsjerkassk
- Oefa
- Oeljanovsk

- Oest-Katav
- Orjol (geopend in 1898)
- Perm
- Pjatigorsk
- Rostov aan de Don (Rostov-na-Donu)
- Rjazan (gesloten per 15-4-2010)
- Salavat
- Samara
- Saratov
- Sint-Petersburg → Tram van Sint-Petersburg
- Smolensk
- Stary Oskol
- Taganrog
- Toela
- Tsjerepovets
- Tver
- Vladikavkaz
- Vladivostok → Tram van Vladivostok (geopend in 1912)
- Voltsjansk → Tram van Voltsjansk
- Volzjski
- Voronezj (gesloten per 15-4-2009)
- Wolgograd
- Zlato-oest

België ·
Canada ·
Duitsland ·
Frankrijk ·
Japan ·
Nederland ·
Oekraïne ·
Oostenrijk ·
Polen ·
Roemenië ·
Rusland ·
Verenigd Koninkrijk ·
Verenigde Staten ·
Zwitserland